# Gullegem Koerse 1995
De 47e editie van de Belgische wielerwedstrijd Gullegem Koerse werd verreden op 6 juni 1995. De start en finish vonden plaats in Gullegem. De winnaar was Wilfried Nelissen, gevolgd door Jo Planckaert en Jean-Pierre Heynderickx.

## Uitslag
| Gullegem Koerse 1995 |                         |                  |         |
| Plaats               | Naam                    | Ploeg            | Tijd    |
| Winnaar              | Wilfried Nelissen       | Lotto            | 3u59'0" |
| 2                    | Jo Planckaert           | Collstrop-Lystex | z.t.    |
| 3                    | Jean-Pierre Heynderickx | Collstrop-Lystex | z.t.    |

## Galerij

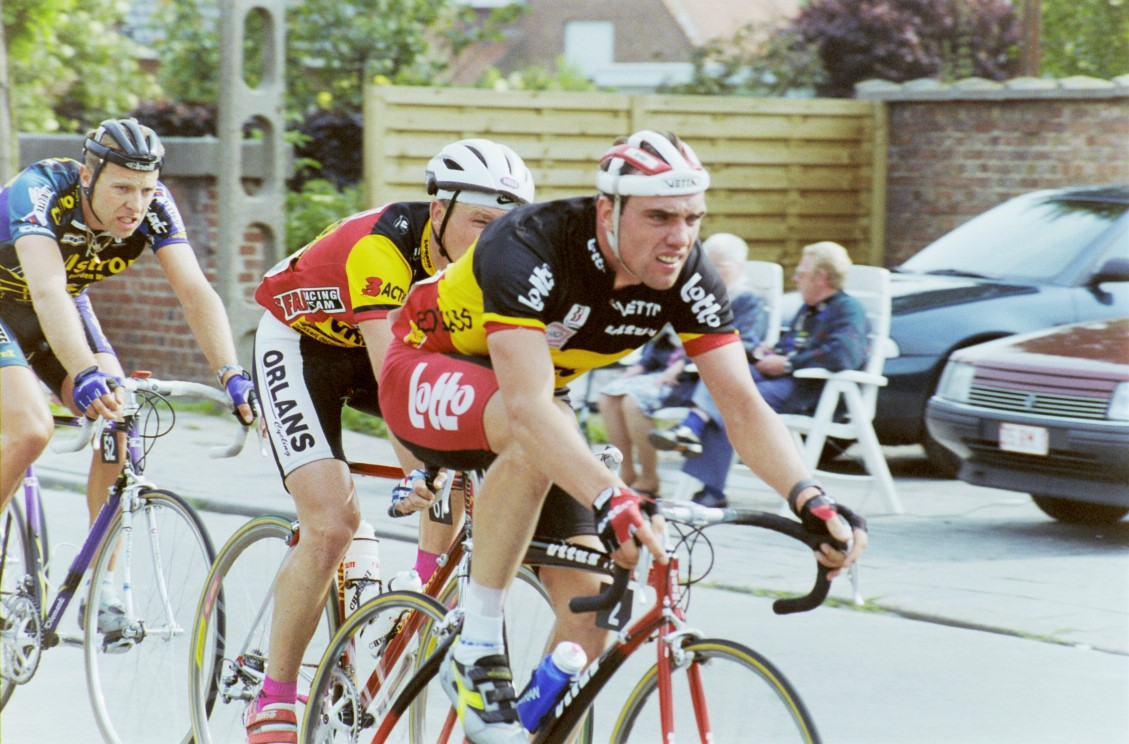
Wilfried Nelissen in actie tijdens Gullegem Koerse.
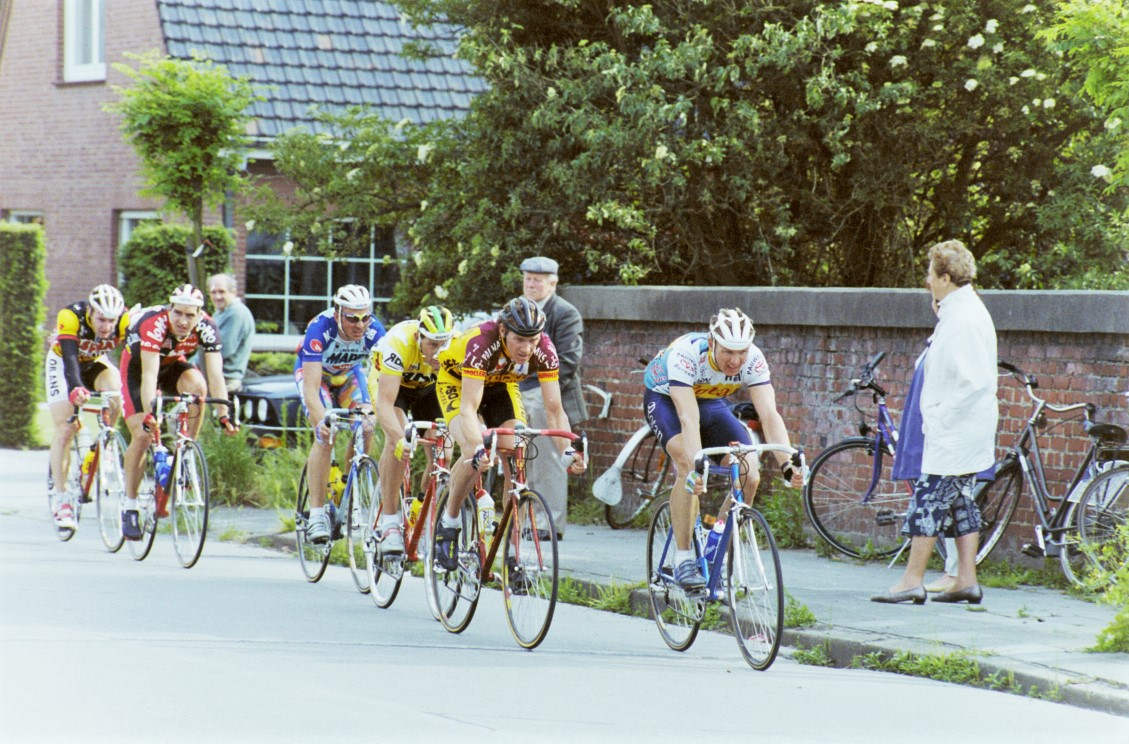
Een groep renners met onder meer Johan Museeuw tijdens Gullegem Koerse.
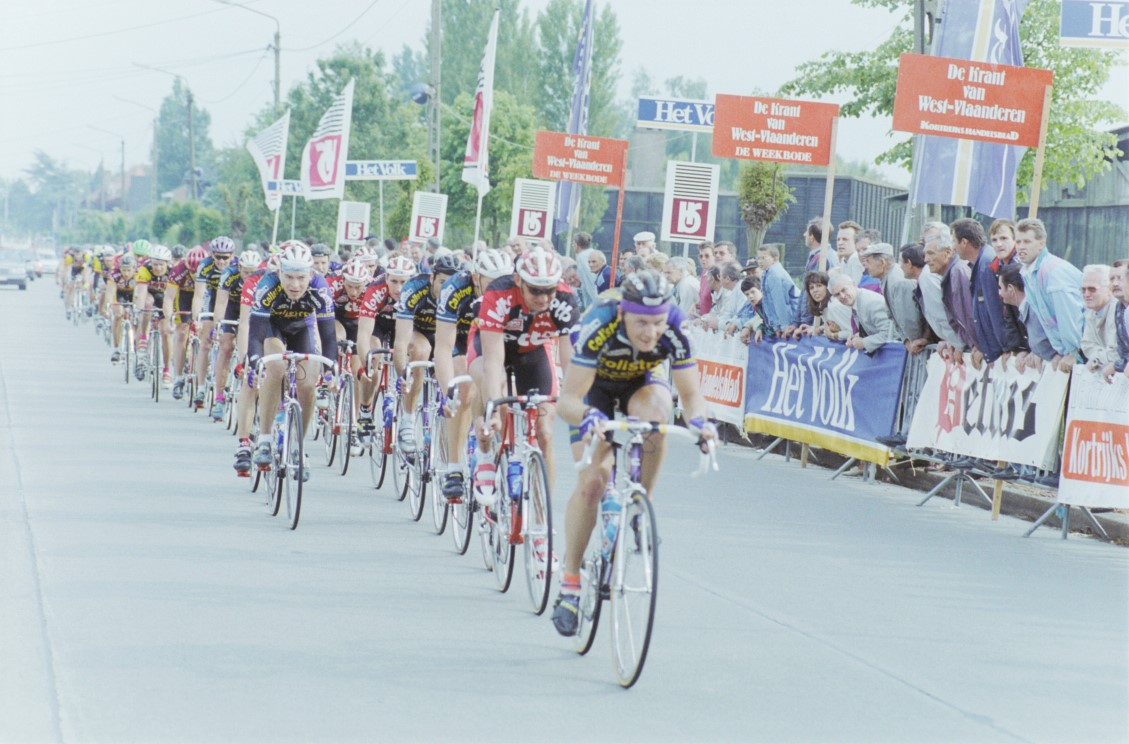
Het peloton rijdt tijdens één van de rondes door de aankomstzone.
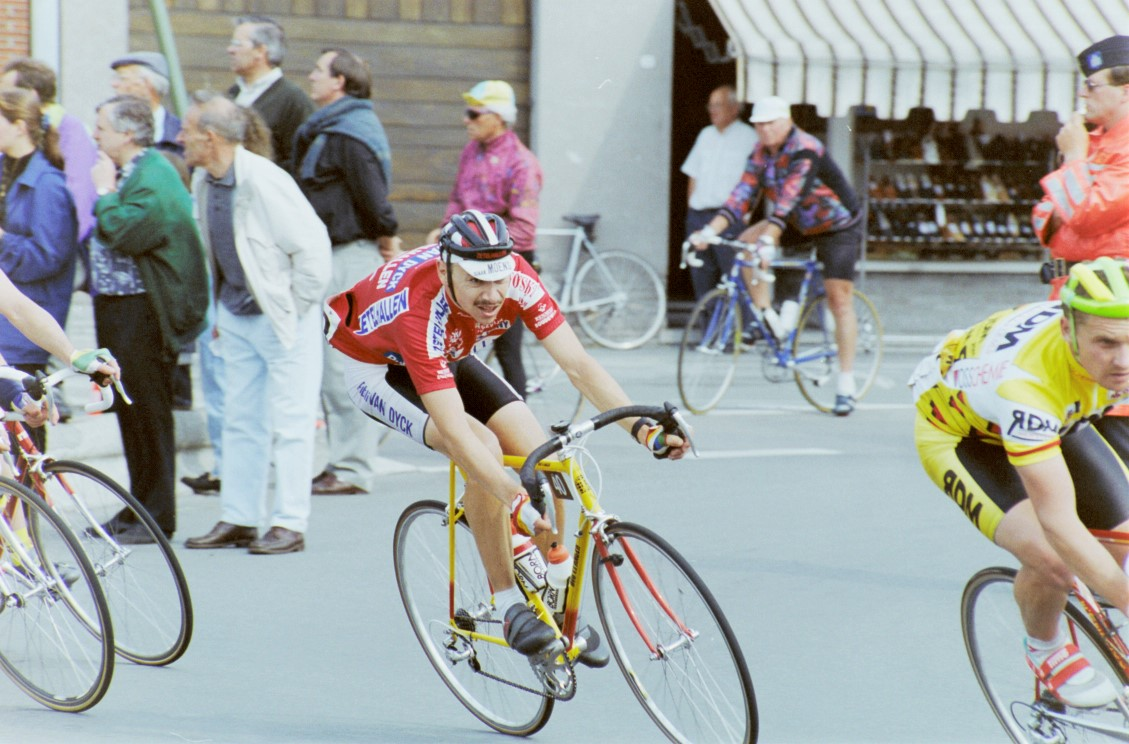
Gino Primo in actie tijdens Gullegem Koerse.
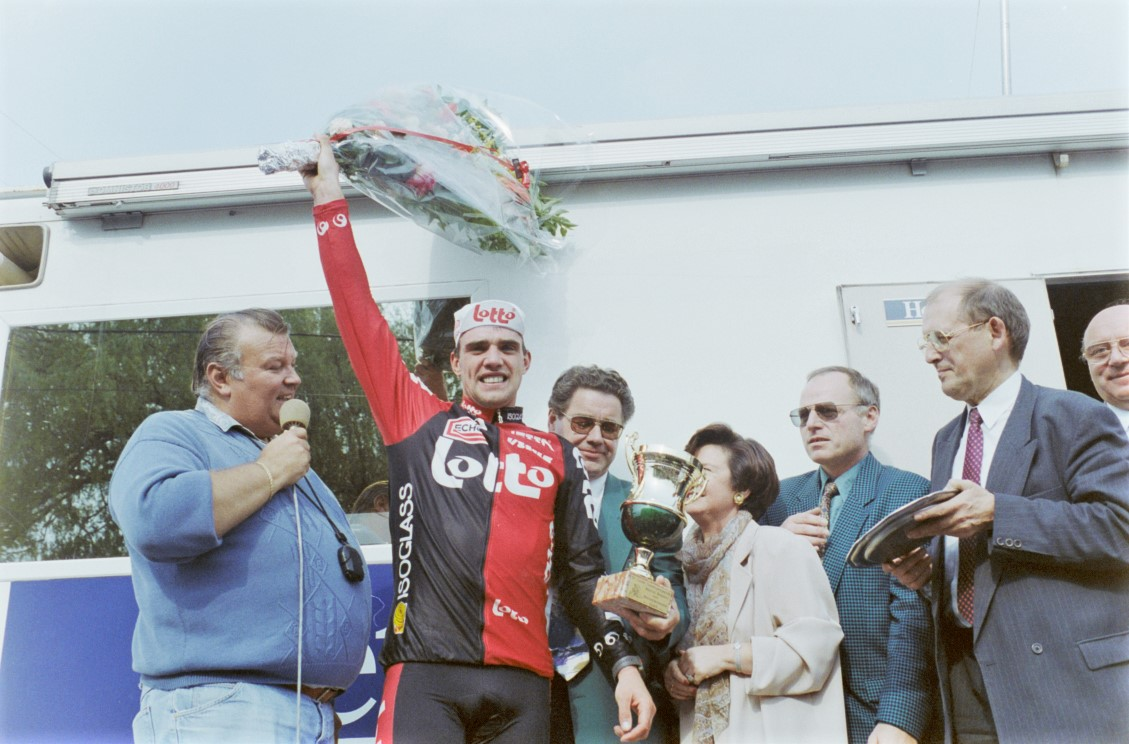
Na zijn overwinning groet Wilfried Nelissen het publiek vanop het podium.

1942 · 1943 · 1944 · 1945 · 1946 · 1947 · 1948 · 1949 · 1950 · 1951 · 1952 · 1953 · 1954 · 1955 · 1956 · 1957 · 1958 · 1959 · 1960 · 1961 · 1962 · 1963 · 1964 · 1965 · 1966 · 1967 · 1968 · 1969 · 1970 · 1971 · 1972 · 1973 · 1974 · 1975 · 1976 · 1977 · 1978 · 1979 · 1980 · 1981 · 1982 · 1983 · 1984 · 1985 · 1986 · 1987 · 1988 · 1989 · 1990 · 1991 · 1992 · 1993 · 1994 · 1995 · 1996 · 1997 · 1998 · 1999 · 2000 · 2001 · 2002 · 2003 · 2004 · 2005 · 2006 · 2007 · 2008 · 2009 · 2010 · 2011 · 2012 · 2013 · 2014 · 2015 · 2016 · 2017 · 2018 · 2019 · 2020 · 2021 · 2022 · 2023 · 2024